# Jonny Cato
Lars Jonny Anders Cato, tidigare Cato Hansson, ursprungligen Hansson, född 3 juli 1994 i Gustav Adolfs församling i Helsingborg, är en svensk politiker (centerpartist). Han är ordinarie riksdagsledamot sedan 2018, invald för Skåne läns västra valkrets.
Cato var kommunalråd i Helsingborg 2014–2018. Han var förste vice förbundsordförande för Centerpartiets ungdomsförbund 2015–2016 och dessförinnan ledamot i CUF:s förbundsstyrelse och även ordförande för CUF Skåne.
Innan han blev heltidspolitiker studerade Cato två terminer på kandidatprogrammet i strategisk kommunikation vid Lunds universitet.
I riksdagen är Cato ledamot i arbetsmarknadsutskottet sedan 2022 och suppleant i socialförsäkringsutskottet. Han är även ledamot i riksdagens valberedning sedan 2022. Han var andre vice gruppledare i riksdagen för Centerpartiet januari–maj 2024 och har varit suppleant i bland annat arbetsmarknadsutskottet, justitieutskottet och kulturutskottet.
Jonny Cato är sedan 15 juli 2023 gift med Mikael Larsson.